# David Barnes
David Barnes (Wellington, 27 aprile 1958 – 23 ottobre 2020) è stato un velista neozelandese.

## Biografia
Vinse tre edizioni dei campionati mondiali (1981, 1983, 1984) nella classe 470. Divenuto in seguito disabile a causa di una sclerosi multipla aggressiva, nel 2013 entrò in un team velistico paralimpico chiamato Kiwi Gold Sailing, ma vi rimase solo un anno per l'ulteriore peggioramento delle sue condizioni di salute.
Barnes è morto nel 2020 all'età di 62 anni , lasciando la moglie Karen, con la quale era sposato dal 1986, e tre figli, Jason, Sacha e Logan.